# Humberto Arrieta
Humberto Arrieta (Durango, 11 settembre 1945) è un ex calciatore messicano di ruolo portiere.

## Carriera
Dal 1965 al 1968 fa parte dell'América, ove pur non giocando alcun incontro vince il campionato 1965-1966.
Nel 1968 gioca con gli statunitensi dei San Diego Toros, impegnati nella stagione d'esordio NASL. La squadra, dopo aver vinto la propria Division, raggiunse la finale del torneo perdendola contro gli Atlanta Chiefs.
La stagione seguente passa ai Dallas Tornado, ottenendo il terzo posto finale.

## Palmarès

### Club

#### Competizioni nazionali
- Campionato messicano: 1

América: 1965-1966